# Catedrático de Bachillerato
La Ley General de Educación de 1970 consagró el Cuerpo de Catedráticos Numerarios de Bachillerato como el de mayor rango en el seno de la enseñanza media o secundaria en España.
Posteriormente, la LOGSE (1990) unificó este y otros cuerpos en el Cuerpo de Profesores de Enseñanza Secundaria, a través de un procedimiento que reunió en un mismo cuerpo a Catedráticos y Agregados de Bachillerato y Profesores de Formación Profesional, todos con formación de licenciado pero con prestigio social muy diferente. Como el cuerpo de Profesores de Secundaria agrupaba a profesionales de nivel de complemento de destino 24, y los catedráticos tenían nivel 26, la ley contempló una "condición" personal de catedrático que no contentó nunca a nadie.[cita requerida]
Más tarde, la LOCE (2002) y la LOE (2006) recrearon el cuerpo de Catedráticos, en este caso como "Catedráticos de Enseñanza Secundaria". La LOMCE (2013), que modificó la LOE, lo mantuvo.
- Datos: Q6407545